# Arthemesia
Arthemesia – fiński zespół wykonujący black metal, działający w latach 1994 - 2010. Muzyka zespołu głównie odzwierciedla filozofię głoszoną przez jej członków. Teksty gloryfikują okultym i satanizm, ale również naturę i szamanizm. Zespół pierwotnie nazywał się Celestial Agony.

## Skład zespołu
- Valtias Mustatuuli – śpiew
- Jukka-Pekka Miettinen – gitara, instrumenty klawiszowe, czysty wokal wspierający (ex-Ensiferum)
- S.M. NekroC – gitara (De Lirium's Order)
- Magistra Nocte – instrumenty klawiszowe, wokal wspierający
- Erzebeth Meggadeath – perkusja (Moonsorrow)

### Byli członkowie
- Routa – gitara, instrumenty klawiszowe (Finntroll)
- Kimmo Miettinen (Mor Vethor) – perkusja (ex-Cadacross)
- Jari Mäenpää (Arbaal) – gitara, instrumenty klawiszowe, śpiew (Wintersun, ex-Ensiferum)
- Kai Hahto (Dr. KH) – perkusja (Wintersun, Swallow the Sun, ex-Rotten Sound, Nightwish)
- Janne Leinonen (G'thaur) – gitara basowa (see Barathrum)
- Oliver Fokin – perkusja (ex-Ensiferum)
- Aconitum – gitara basowa

## Dyskografia

### Dema
- Demo '98 (1998)
- The Archaic Dreamer (1999)
- Promon02AB (2002)
- ShamaNatahS (2006)
- The Hyperion Elements (2007)

### Albumy studyjne
- Devs Iratvs (15 lutego 2001)
  1. "Blade Circle" – 4:01
  2. "Universal Black" – 5:27
  3. "The Breeze of Grief" – 4:30
  4. "Draconis Infernvs" – 4:16
  5. "Ancestor of Magick" – 4:51
  6. "Lifemocker" – 4:17
  7. "Heaven Ablaze" – 3:17
  8. "Celebration of the Heaven Lost" – 5:44
  9. "Whore of the Satan's Night" – 10:33

- a.O.a. (4 marca 2009)
  1. "Of the Owls, of the Wolves and of the Nature: Revisiting the Microcosm (pt. I)" – 3:00
  2. "Valkoinen Susi" – 8:25
  3. "Patheme" – 13:08
  4. "a.O.a." – 6:57
  5. "The Noble Elements" – 10:20
  6. "Liber Omega (& The Macrocosm Manifest III)" – 9:54